# Chalcedectus
Chalcedectus es un género de avispas calcidas, previamente clasificado como parte de la subfamilia Cleonyminae, en la familia polifilética Pteromalidae. Es el único género de la familia monotípica Chalcedectidae. La mayoría de las especies son parasitoides de escarabajos taladradores de madera.

## Especies
Las siguientes especies se reconocen en el género Chalcedectus :
- Chalcedectus annulicornis (Cameron, 1884)
- Chalcedectus annulipes Ashmead, 1904
- Chalcedectus balachowskyi Steffan, 1968
- Chalcedectus busckii (Ashmead, 1900)
- Chalcedectus caelatus (Grissell, 1991)
- Chalcedectus cuprescens (Westwood, 1874)
- Chalcedectus guaraniticus (Strand, 1911)
- Chalcedectus histrionicus (Westwood, 1874)
- Chalcedectus hyalinipennis (Ashmead, 1896)
- Chalcedectus lanei De Santis, 1970
- Caminante de Chalcedectus maculicornis , 1852
- Chalcedectus maculipennis (Ashmead, 1896)
- Chalcedectus meteorus (Girault, 1927)
- Calcedectus poeta (Girault, 1927)
- Chalcedectus regalis (Westwood, 1874)
- Chalcedectus sedecimdentatus (Westwood, 1874)
- Chalcedectus septemdentatus (Westwood, 1874)
- Chalcedectus sinaiticus (Masi, 1936)
- Chalcedectus superbus (De Santis, 1977)
- Chalcedectus texanus Brues, 1907